# 정사룡
정사룡(鄭士龍, 1491년 12월 19일 ~ 1570년 또는 1573년 10월 2일)은 조선 중종, 명종, 선조대의 문신이자, 작가, 문인, 시인이다. 자(字)는 운경(雲卿)이고 호는 호음(湖陰)이며, 본관은 동래(東萊)이다. 과거 급제 후 관직은 보국숭록대부 영중추부사에 이르렀다. 영의정을 지낸 정광필의 조카이고, 세조대의 공신 정난종의 손자이다. 김종직의 재전제자인 용재 이행의 문인이다. 그는 당대에 율시를 가장 잘 짓는다는 평을 들었으며 흥나는 대로 쓰지 않고 여러번 고민하고 지었다 한다.

## 생애
1491년 12월 19일에 태어났으며, 경기도 양주군 출신이다. 할아버지는 정난종이고, 아버지는 장령과 부사를 지내고 증 이조판서에 추증된 정광보(鄭光輔)이며, 어머니는 전의이씨(全義李氏)로 대호군 이삼격(李三格)의 딸이다. 위로는 형 정한룡이 있었다. 증조부 정사(鄭賜), 조부 정난종, 숙부 정광필(鄭光弼) 3대에 걸쳐 과거에 급제하였다.
김종직의 재전제자이며 최부(崔溥)의 문인 용재 이행의 문하에서 학문을 배웠다. 그는 시에도 관심을 보였는데, 소식을 사숙하고, 황정견(黃庭堅)의 시도 사숙하였다. 당대에 그는 시를 잘 지어 유명했으며 특히 율시를 잘 지어 명성을 얻었다.
첫 부인 창녕성씨(昌寧成氏)는 성성렬(成成烈)의 딸인데 첫 부인을 소박해서 내보냈다. 이 것과 부친상 당시 아내와 아들을 대신 보낸 일로 오랫동안 인신공격을 당했다. 그밖에도 첩이 1명 더 있었는데 궁궐에서 나온 여자라 한다. 또한 노비 출신 첩이 있어 노비 첩의 자손(蘖孫)
1507년(중종 1년) 증광사마시(增廣司馬試) 진사시에 2등으로 합격하였다. 음서로 관직에 올라 황해도도사(黃海道都事)로 재직했다. 
1509년(중종 4) 황해도사 재직 중 별시 문과(別試文科)에 병과(丙科) 4위로 급제하고 1514년(중종 9) 사가독서(賜暇讀書)하였다. 1516년(중종 11) 문과 중시(重試)에 장원(壯元) 급제하고 사간, 부제학, 성균관대사성, 공조참의, 한성부우윤, 한성부좌윤을 역임한 후 1534년(중종 29) 동지사(冬至使)로 명나라에 사행을 다녀왔다. 이후 한성부판윤, 대제학, 형조판서, 병조판서, 예조판서, 공조판서, 지돈녕부사, 지중추부사 등을 역임하였다.
중시 합격 후 정3품으로 승진해 독서당(讀書堂)에 들고, 1534년(중종 29) 명나라에 파견되는 동지사(冬至使)의 정사가 되어 연경을 다녀왔다. 1542년(중종 37년) 예조판서, 1544년(중종 39) 공조판서로 다시 명나라에 파견되는 동지사에 임명되어 연경을 다녀왔다. 인종 즉위 후 1544년 병조판서, 대제학, 판중추부사(判中樞府事), 1554년(명종 9년) 대제학, 1558년 이조판서를 역임했다.
문장력이 있어 그의 문하생들 중에는 어숙권(魚叔權), 노서린(盧瑞獜), 권응인(權應仁), 이붕상(李鵬翔), 임기(林芑), 이량 등이 배출되었다. 특히 과거 시험의 시험감독관으로 있을 때 자신의 제자 이량을 부정하게 합격시킨 일과, 1558년의 별시문과 때에는 신사헌의 뇌물을 받고 시험 전에 답을 미리 알려준 일로 물의가 되기도 했다. 그밖에도 신사헌에게 과거 시험 문제를 누설한 원인은 당시 찬성이었던 심통원(沈通源)의 청탁을 받기도 했다. 이 일로 파직됐다가 그해 판중추부사로 복직했으며 이어 공조판서가 됐다. 1562년(명종 17년) 판중추부사로 재전직했다. 제자인 이량이 왕실의 외척으로 전권을 휘두르다가 1563년 사림을 제거하려 했으며, 이로 인해 심의겸, 기대항 등의 탄핵을 받고 몰락할 때 그 역시 연좌되어 몰락했지만 선조 즉위 후 복직하여 판중추부사, 영중추부사 등을 역임했다. 통설로는 1570년에 사망했다고 알려졌으나, 미수 허목에 의하면 1573년(선조 6)에 영중추부사로 사망했다 한다. 시를 잘 짓고 글씨도 잘 썼다.
그는 귤정 윤구(尹衢), 낙천 윤의중 부자와 교류했는데 이들은 후일 고산 윤선도의 증조부와 조부가 된다.
저서로는 문집 호음잡고(湖陰雜稿), 호음초당집(湖陰草堂集)과 기행문 천사일로일기(天使一路日記), 조천록(朝天錄), 작품으로는 경기도 광주의 이둔촌집묘비, 안산시 상록구 양상동 산16-3 강징 신도비, 활자인 정사룡자(鄭士龍字) 등이 전한다. 

### 사후
묘소는 처음 경기도 포천군 가산면 용화동에 매장되었다가 80년 후 경기도 양주군 미음면 가재동(加才洞, 현 남양주시 가운동) 산, 현재의 위치로 이장되었다. 가재동은 후일 조운리와 합쳐져 가운리가 되었다. 그의 묘소는 후일 풍수지리를 잘 봤던 그의 증손자 정지문(鄭之問)이 이곳으로 이장한 것이라 한다. 묘소 입구에는 신도비가 서 있다. 묘비문은 미수 허목이 썼다.

## 문학 세계
해동강서시파(海東江西詩派)의 일원으로 한시사에 이름을 남겼는데, 말을 치밀하게 다듬어 기개와 풍모가 있으며, 기이한 문구를 얻으려는 시풍을 장기로 삼았다. 노수신(盧守愼), 황정욱(黃廷彧)과 함께 ‘호소지(湖蘇芝)’, ‘관각삼걸(館閣三傑)’로 불린다. 정사룡(鄭士龍)의 시는 서곤체(西崑體)에 근원을 두었는데, 서곤체는 만당(晩唐) 이상은(李商隱)의 시를 추숭하는 유파이다. 특히, 칠언율시에 뛰어나 당시 문단에서 그와 신광한(申光漢)을 한시의 쌍벽으로 꼽았다.

## 저서
- 《천사일로일기》(天使一路日記)
- 《조천록》(朝天錄)
- 《호음잡고》(湖陰雜稿)
- 《호음초당집》(湖陰草堂集)

## 가족 관계
- 아버지 : 정광보 (鄭光輔)
  - 형 : 정한룡(鄭漢龍)
  - 부인 : 창녕성씨(昌寧成氏)는 성성렬(成成烈)
  - 부인 : 광산김씨, 김손원(金遜遠)의 딸
    - 아들 : 정순경(鄭純褧)
      - 손자 : 정상현(鄭象賢)
      - 손자 : 정상무(鄭象武)
        - 증손 : 정지문(鄭之問)

      - 손자 : 정상헌(鄭象獻), 그의 노비 첩의 딸이 광해군의 후궁이 되었다.
        - 서증손 : 정지산(鄭之産)
        - 서증손녀 : 소용 정씨(1596년[4] ~ 1623년 4월 12일), 광해군의 후궁

    - 아들 : 정순부(鄭純裒)
    - 며느리 : 진주류씨
      - 손자 : 정상선(鄭象先)
      - 손자 : 정상조(鄭象祖)

## 기타
그의 집안은 훈구 공신이었지만 그는 김종직의 재전제자인 용재 이행의 문하에서 수학하여 사림파에 속했고, 그 역시 어숙권(魚叔權), 노서린(盧瑞獜), 권응인(權應仁), 이붕상(李鵬翔), 임기(林芑), 이량 등의 문인들을 다수 배출해냈다.

## 같이 보기
- 정광필
- 김종직
- 이행
- 소세량
- 이량